# 于小慧
于小慧（1965年12月20日—），中国女演员，原沈阳话剧团著名演员，出演过多部影视剧，1997年凭借电视剧《和平年代》走红。除了在演艺事业上有所建树外，于小慧还擅长经商，开过迪斯科广场，做过股票投资，拥有自己的公司。

## 经历
于小慧18岁高中毕业后考入了沈阳话剧团，凭借自身良好的表演条件很快成为团里的红人，追求她的人也很多。1985年，于小慧与一名高官子弟结婚，然而婚后生活并不幸福，尽管诞下一子，但在多次遭受家暴、丈夫出轨后她选择了离开，最终通过漫长的诉讼程序，于小慧与前夫分手并拿到了儿子的抚养权，但前夫没有给母子俩一分钱，当时的于小慧只能靠话剧团的微薄工资艰难度日。
进入90年代后，于小慧的演艺、经商事业越走越宽，《和平年代》 的热播让她走红。名利兼收的她周围也多了不少追求者，单身多年的于小慧也渴望有一段感情，2001年底她在深圳认识了商人张生，二人一度陷入热恋，但这次她依然遇人不淑，张生纯粹是为了骗她的钱，而且他在外面还有其他女人。
2007年4月，有媒体爆出于小慧有个25岁的私生女，名叫于荣，于小慧称这纯属子虚乌有。同时她承认那个自称她女儿的人已骚扰她一年多，自己不堪其扰。6月，于小慧与于荣在深圳福田医院做了DNA鉴定，二人并无血缘关系，这场闹剧才渐渐退去。

## 作品

### 电视剧
- 《汉武帝》饰演 卫子夫
- 《汉刘邦》饰演 吕后
- 《郑和下西洋》饰演 徐皇后
- 《金大班》饰演 盛月如（周渝民）之母
- 《一起又看流星雨》饰演 沈含枫
- 《解放》饰演 宋美龄
- 《东方》饰演 宋美龄
- 《回到明朝当王爷之杨凌传》饰演 孝贞纯皇后

### 电影
- 1989年《鄉下人》饰演 宋銳
- 1992年《滿州紅歌妓》
- 1992年《黑色閃電》饰演 秦姣
- 1992年《新中國第一大案》饰演 文儀
- 1993年《血染桃花水》饰演 卓洛娃
- 1993年《鴛夢驚魂》饰演 李莎
- 1993年《四大天王》饰演 李睡蓮
- 1995年《主僕歷險記》饰演 羅娜
- 2005年《風流羊角鎮》饰演 三丫
- 2015年《本色冰》饰演 王萍
- 2016年《夢想合夥人》饰演 王女士
- 2020年《征遷》饰演 陳初欣